# Bela dama
Bela dama je skalna slika na plošči, ki prikazuje tudi druga umetniška dela, na majhnem skalnem previsu globoko v gorovju Brandberga. Velikanski granitni monolit v Damaralandu, imenovan Brandberg, je najvišje gorovje v Namibiji.
Slika je že dolgo arheološka dilema, o njenem izvoru, avtorstvu in dataciji je več različnih hipotez. Zdaj velja, da so jo izdelali Bušmani in je stara vsaj 2000 let. 

## Lokacija in opis
Bela dama je arheološko najdišče v bližini ceste iz Khorixasa do Henties Baya na območju Uisa v gorovju Brandberg, kjer je več kot 1000 bušmanskih slik, raztresenih po skalah in v jamah.  Skupina Bela dama je bila najdena v jami, znani kot Maackovo zavetišče, in prikazuje številne človeške figure, tudi orikse, na skalni plošči, veliki približno 5,5 x 1,5 m. Bela dama je najpodrobnejša človeška figura v skupini in meri približno 39,5 x 29 cm. Do Bele dame je treba hoditi približno 45–60 minut po grobem terenu, soteski, običajno suhi rečni strugi reke Tsisab.
Običajna razlaga je, da slika kaže neke vrste obredni ples in da je "Bela dama" moški zdravilec. Ima bele noge in roke, ki lahko pomenijo, da je bilo njegovo telo pobarvano ali da je nosil okrasje na nogah in rokah. V eni roki ima lok in morda čašo v drugi. Zaradi loka in oriksov sliko razlagajo tudi kot lovsko sceno. Poleg šamana/dame imajo druge človeške figure manj podrobnosti in so večinoma v celoti črne ali povsem bele. Eden izmed oriksov ima človeške noge. Slika je bila verjetno narejena z okro, ogljem, manganom, hematitom, krvnim serumom, jajčnim beljakom in kazeinom kot vezivom.
Slika je poškodovana, saj je bila prvič odkrita v začetku 20. stoletja. Nekaj desetletij so jo turisti polivali z vodo, da so bile barve bolj vidne, kar je povzročilo, da je slika hitro zbledela. Lokacija je zdaj zaščitena kot spomenik Namibije in je obisk dovoljen le z uradnimi vodniki. Zaradi varstva na koncu poti torbe in steklenice niso dovoljene.
Zaradi številnih protestov turistov je bila kovinska žična mreža nadomeščena z dvema kovinskima palicama, kar je lepše videti.

## Najdba in polemika
Bela dama je bila prvič odkrita leta 1918. Nemški raziskovalec in topograf Reinhard Maack je bil kot geodet na območju Brandberga. Navdušen je bil nad glavnim likom slike, ki ga je opisal kot "bojevnika". V svojih zapiskih je napisal, da "ga egiptovsko-sredozemski slog vseh figur preseneča". Naredil je nekaj ročno izdelanih skic slike, ki so bile objavljene v Evropi.
Leta 1929 je Maackove zapiske prebral znan francoski antropolog Henri Breuil, ko je bil na obisku v Cape Townu. Ugotovil je podobnosti med Belo damo in slikami športnikov na Knososu (Kreta). Menil je, da je Brandberg obiskala skupina potnikov, ki so prihajali iz Sredozemlja. Bil je prvi, ki je pisal o sliki kot "Beli dami". Leta 1945 je končno obiskal kraj in objavil svojo teorijo o sredozemskem izvoru slike najprej v Južni Afriki in nato še v Evropi. 
Breuilovi razlogi so vplivali na več poznejših hipotez. Nekateri so menili, da je feničanskega izvora.
V drugi polovici 20. stoletja je bila večina teorij o sredozemskih vplivih na starodavno zgodovino podsaharske Afrike postopoma zavrnjena.  Sodobne študije o Beli dami navadno temeljijo na enostavnejši domnevi, da je slika bušmanska tako kot tisoče drugih naslikanih figur v Brandbergu. Damaraland je zelo bogat s skalnimi umetniškimi poslikavami, tudi Twyfelfontein.